# TVXQ
TVXQ, akronim od Tong Vfang Xien Qi(東方神起) je južnokorejski boy bend od pet članova, nastao 2003. godine. U Južnoj Koreji su poznati i pod imenom Dong Bang Shin Gi (동방신기), DBSK, a od 2005. godine i kao Tohoshinki (東方神起) na japanskoj sceni. Njihovo ime se na engleski prevodi kao "The Rising Gods of the East".

## Članovi
Debitirali su 2003. godine kao grupa od 5 članova.

### Sadašnji
| Ime          | Ime    | Ime           | Datum rođenja |
| Umjetničko   | Hangul | Romanizirano  | Datum rođenja |
| ------------ | ------ | ------------- | ------------- |
| U-Know Yunho | 정윤호 | Jung Yunho    | 6.2.1986.     |
| Max Changmin | 심창민 | Shim Changmin | 18.2.1988.    |

### Bivši
| Ime           | Ime    | Ime          | Datum rođenja |
| Umjetničko    | Hangul | Romanizirano | Datum rođenja |
| ------------- | ------ | ------------ | ------------- |
| Hero Jaejoong | 김재중 | Kim Jaejoong | 26.1.1986.    |
| Micky Yoochun | 박유천 | Park Yoochun | 4.6.1986.     |
| Xiah Junsu    | 김준수 | Kim Junsu    | 15.12.1986.   |

Sredinom 2009. godine Jaejoong, Yoochun i Junsu podigli su tužbu protiv svoje izdavačke kuće, S.M. Entertainment, i osnovali trio nazvan JYJ. To je dovelo do toga da TVXQ zaustavi sve javne aktivnosti i pojavljivanja u javnosti poslije 2009. Yunho i Changmin koji su ostali pod S.M. Entertainmentom (popularno nazvani HoMin) bili su na hiatusu 2 godine i 3 mjeseca te se TVXQ nakon toga vratio kao duo.
TVXQ je jedna od najuspješnijih azijskih grupa koju su popularno nazvali „Asia's Stars“ i „Kings of the Hallyu Wave“ zbog svog ogromnog uspjeha i doprinosa K-Popu. Od svog početka izdali su 5 korejskih albuma, 5 japanskih, preko 20 korejskih singlova i više od 30 japanskih singlova. Prema podacima, TVXQ su prodali više od 9.1 milijuna primjeraka svojih CD-a kroz cijelu karijeru u Koreji i Japanu, bez onog što su prodali u ostalim azijskim i drugim zemljama. Imaju dva fan-kluba, jedan je Cassiopeia koji je 2008. godine ušao u Guinessovu knjigu rekorda zbog broja članova, a drugi je BigEast.
2011. TVXQ se na scenu vratio s pjesmom „Keep Your Head Down“ s istoimenog albuma kada su njome u Japanu ponovo zasjeli na prvo mjesto Oricon Weekly Singles Charta, prodavši više od 200 000 primjeraka samo u prvom tjednu prodaje. Od 1968. dogodilo se samo dva puta da je strani umjetnik dospio na prvo mjesto i oba puta su to bili TVXQ. Prvi put je bilo sa singlom „Break Out“ 2009. kada su prodali 256 000 primjeraka, a drugi put s „Keep Your Head Down“.